# Бестенмаркт (Лейден)
Бестенмаркт (нід. Beestenmarkt) — площа у нідерландському місті Лейден. Розташована в адміністративному районі Бінненстад-Норд, у межах дільниці Д'Ауде Морс. Площа має трикутну форму і з заходу обмежується вулицею Стенстрат, зі сходу — каналом Ауде-Вест.

## Історія
Площа Бестенмаркт виникла у 1610-х роках. У 1611 році був утворений новий район на захід та північ від центральної частини міста, його заселили переважно переселенці з Валлонії та Фландрії. У 1616 році на новій площі виник ринок худоби, від якого і походить сучасна назва Бестенмаркт, вперше згадана 1619 року. Ринок худоби проіснував тут до 1935 року. Максимальний підйом торгівлі худобою стався у другій половині XIX століття, особливо у 1860–1880 роках. У 1900 році продавалося у 3,5 рази більше голів худоби, ніж 1840 року, а річний оборот коштів сягав 10 мільйонів гульденів, що можна порівняти з річним оборотом тогочасної текстильної фабрики.

## Пам'ятки історії та архітектури
До площі відносяться лише будинки з її північної сторони. Серед них є одна національна пам'ятка (№ 14) та дві місцеві (№ 7 та ринковий дзвін між будинками № 9 і № 10).
Будинок № 7 зведений близько 1810 року, має статус місцевої пам'ятки. Будинок цегляний, триповерховий з мансардою. Фасад на три вікна завершується аттиком, вікна другого і третього поверху оздоблені архітравом, що є незвичним для Лейдена.

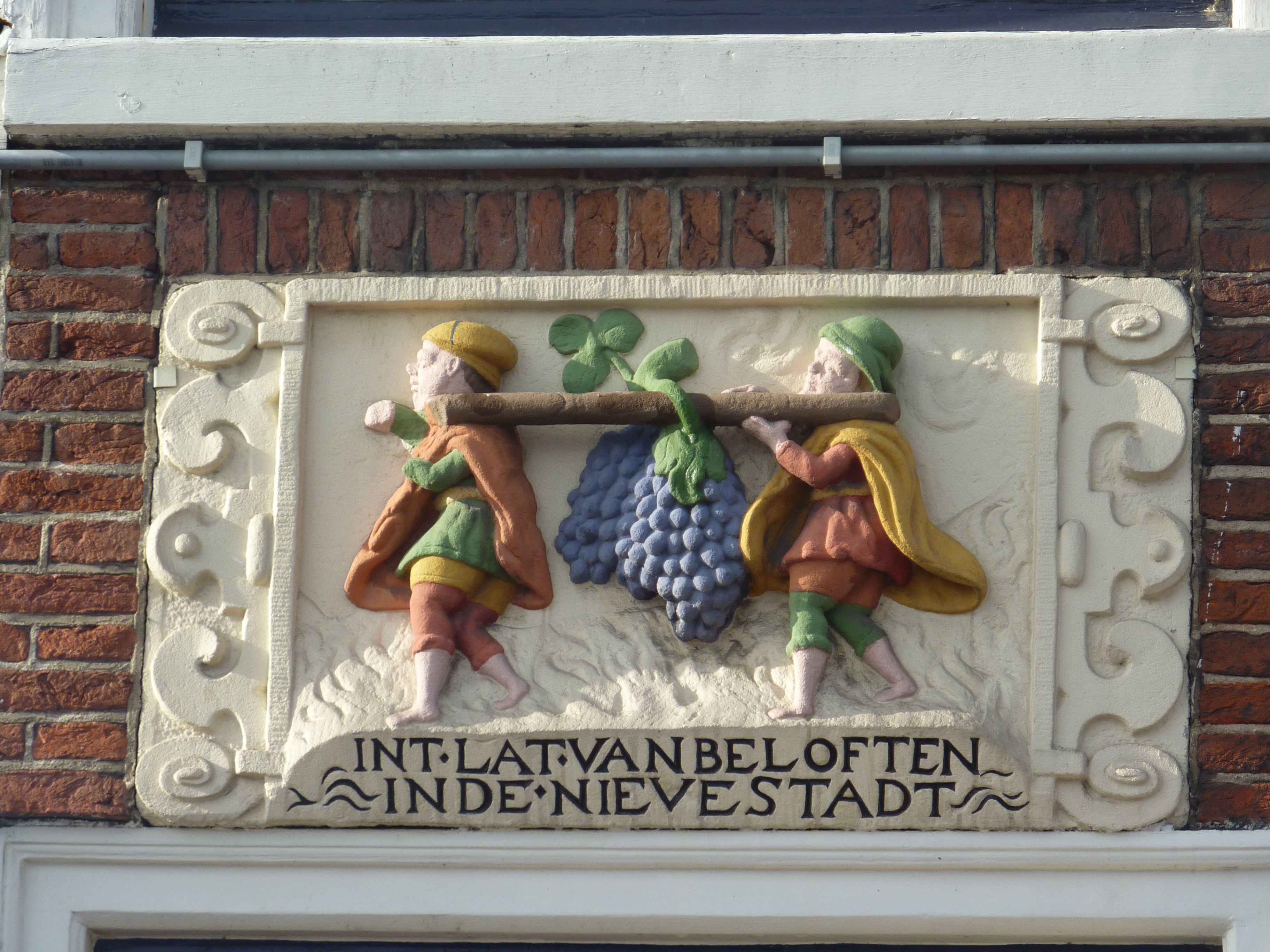
Барельєф на будинку № 14

Між будинками № 9 і № 10 розташований ринковий дзвін, так званий Schapenbel (укр. «Овечий дзвін»). Він був встановлений 1734 року і сигналізував про початок і закінчення торгів. У 1927 роками, коли ринок худоби переважно перемістився на сусідню площу, Ньїве-Бестенмаркт, дзвін перенесли на іншу площу, Каасмаркт (Kaasmarkt). 1943 року нацисти реквізували дзвін, який повернувся до Лейдена лише 1948 року і зберігався у будівлі міських ваг. Силами ентузіастів його відновили 2008 року, на тому ж самому місці. За дзвоном пролягає вуличка Схапенбелпорт.
Будинок № 14 має статус національної пам'ятки (нід. rijksmonument). Будинок кутовий, триповерховий, цегляний, зведений у класичному стилі у XVIII столітті або раніше. На будинку з боку площі Ньїве-Бестенмаркт встановлена табличка-барельєф, датована приблизно 1612 роком, яка нагадує про історію виникнення цього району, заселеного біженцями-протестантами з католицьких країн. Барельєф зображує Ісуса Навина і Калеба, які несуть виноградну лозу до Ханаана. Під барельєфом напис «In 't lat van beloften, in de nieve stadt» (суч. нід. In het land van belofte, in de nieuwe stad, укр. В землі обітованій, в новому місті).

## Транспорт
Повз площу Бестенмаркт проходить більшість автобусних маршрутів Лейдена, адже недалеко від площі розташований центральний автовокзал та центральна залізнична станція. Також від площі починаються водні екскурсії по каналах міста і пішохідний екскурсійний маршрут Leidse Loper.

## Культура
На західній та північній сторонах площі діє багато кафе і ресторанів, які пропонують страви різних культур. Також на площі регулярно проводяться різноманітні ярмарки, виставки, концерти та інші культурні заходи, на місцеві свята тут діє парк атракціонів.

## Галерея

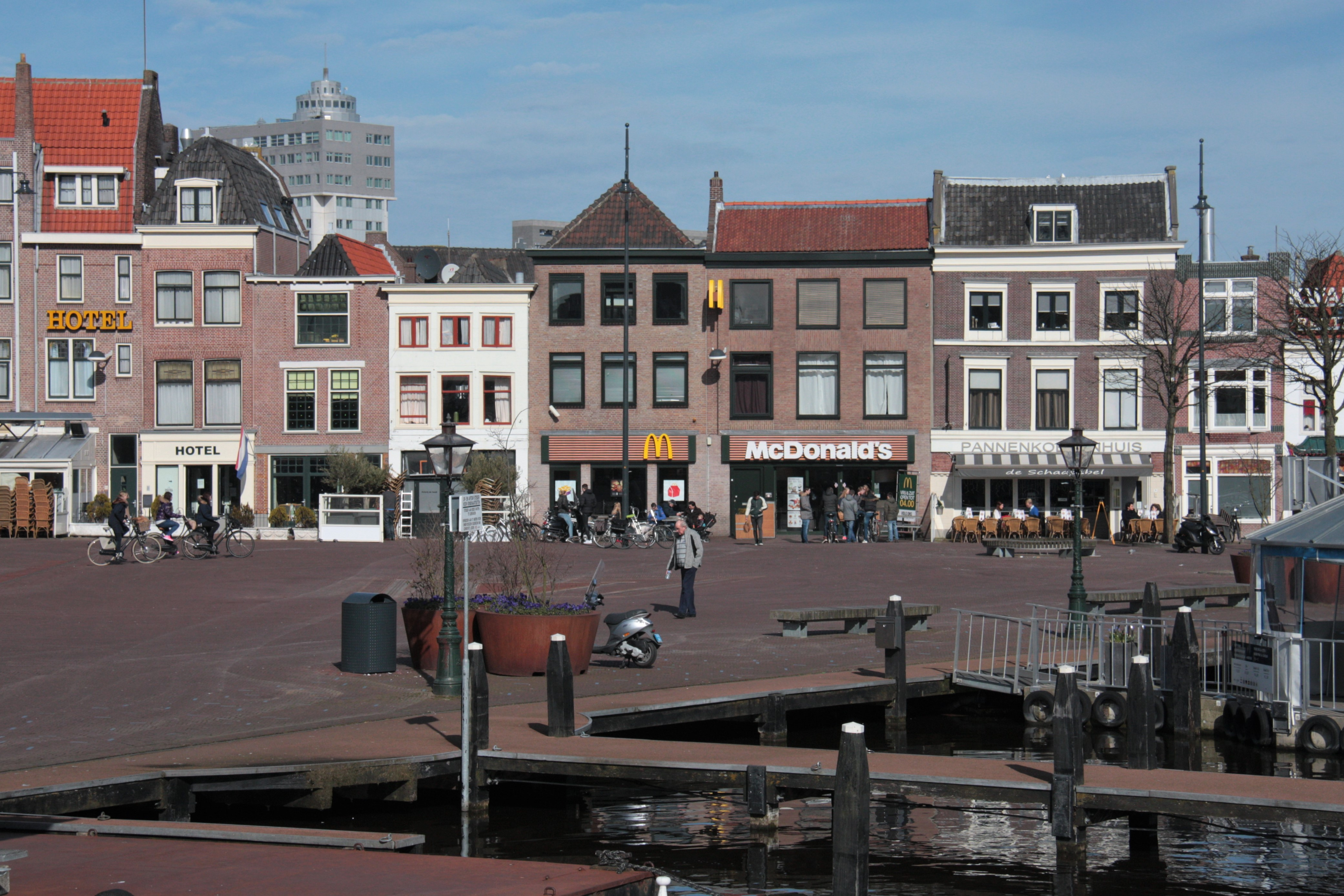
Північна сторона площі
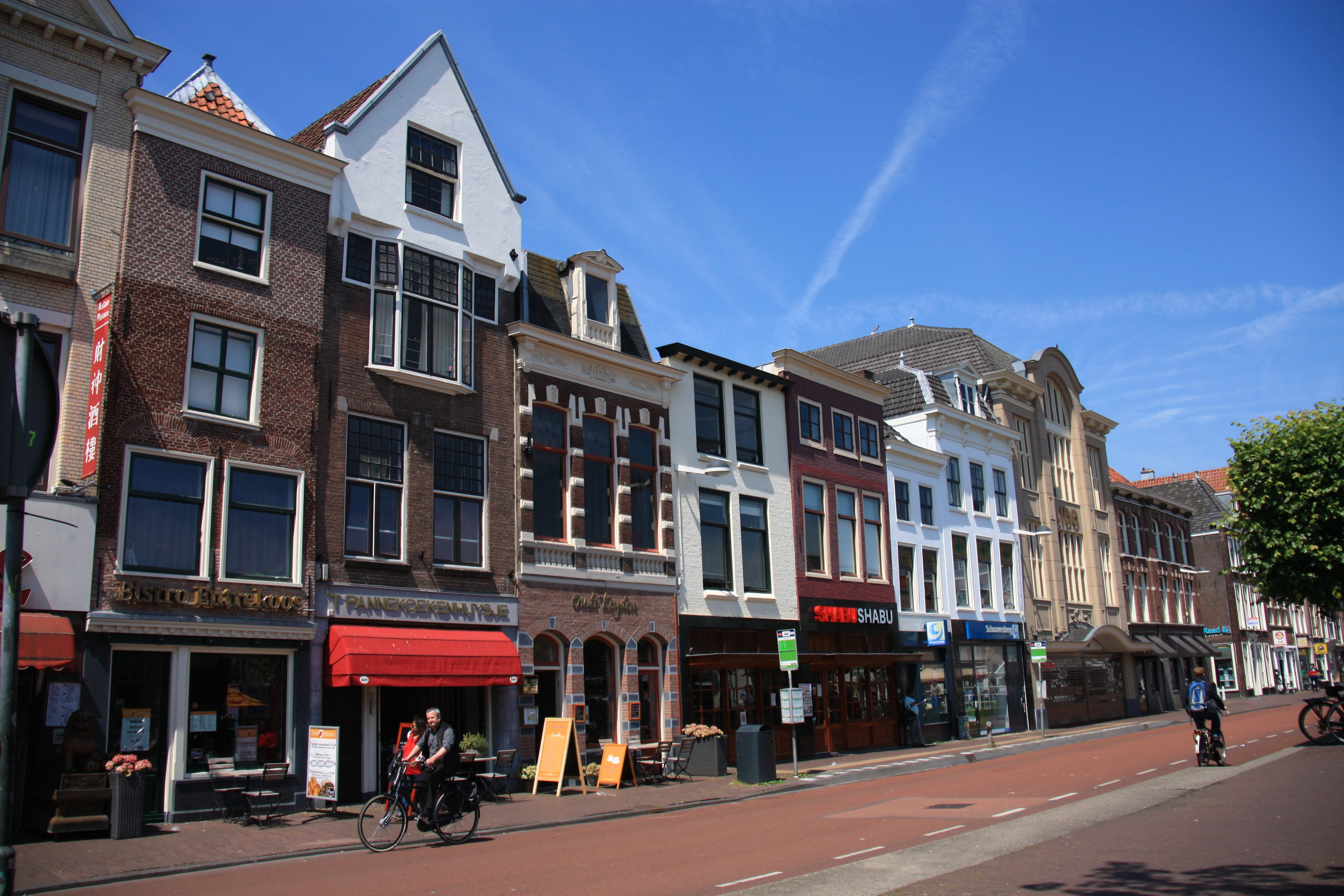
Західна сторона площі та вулиця Стенстрат
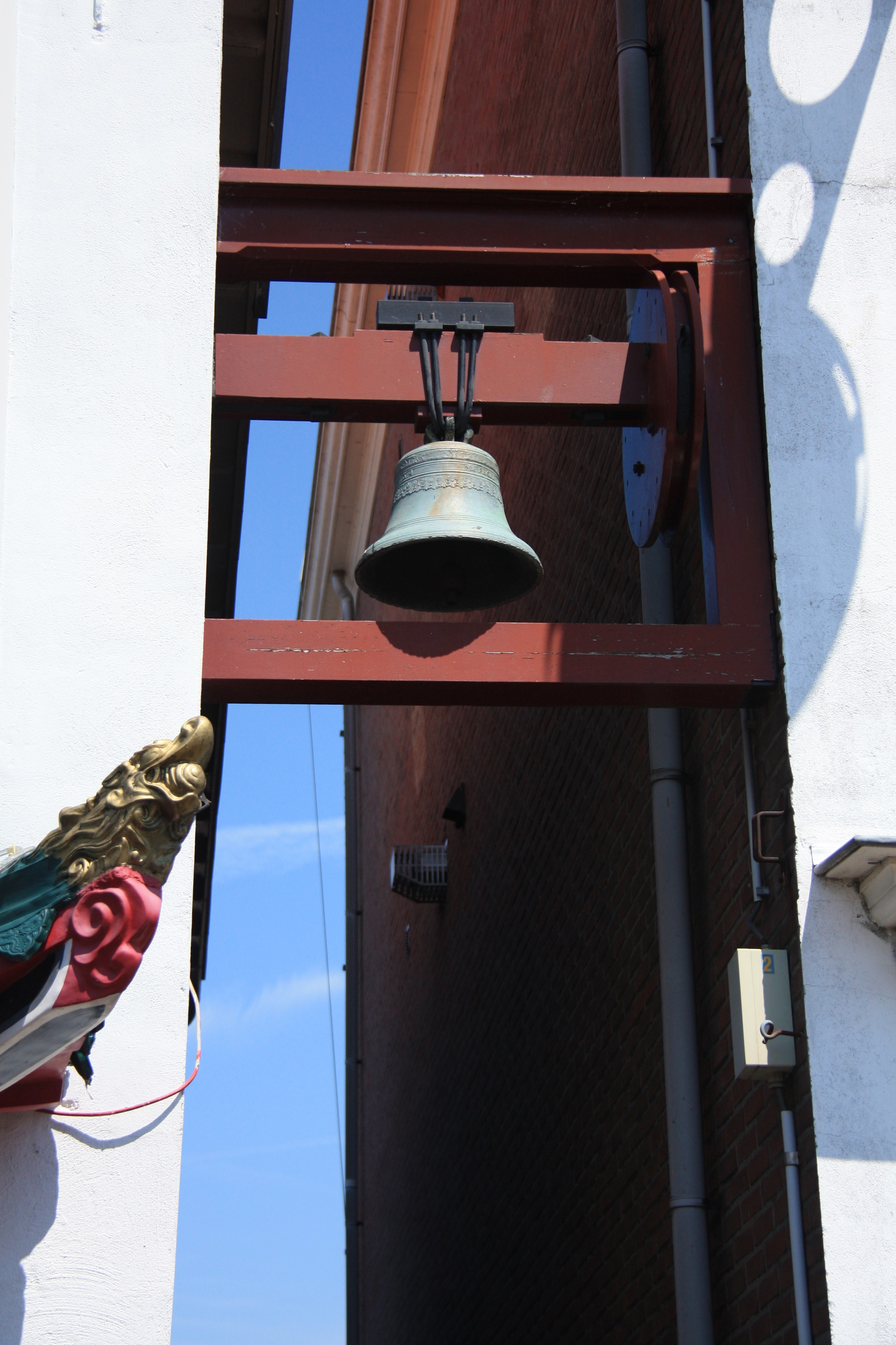
Дзвін Schapenbel
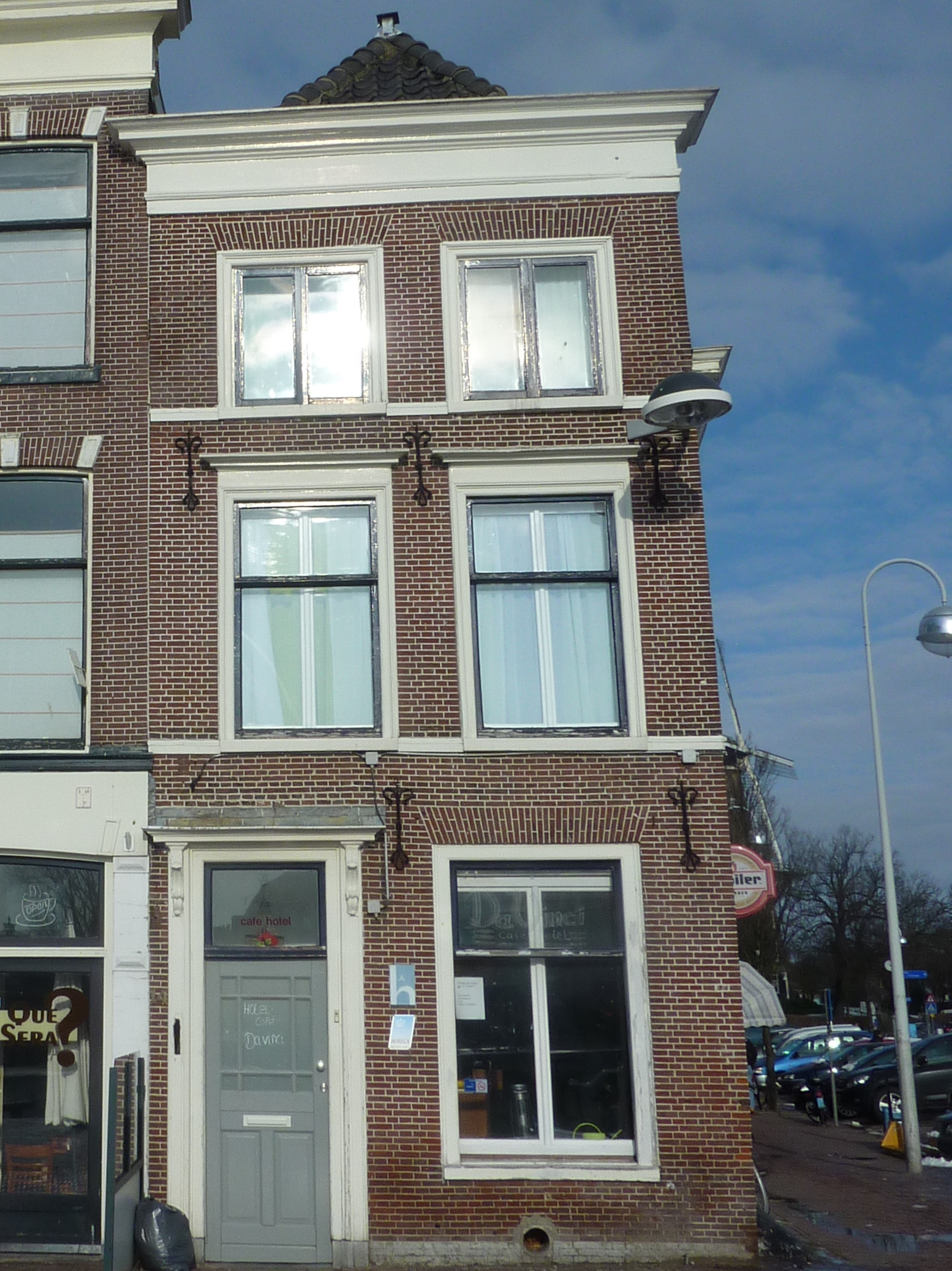
Будинок № 14